# Differentialtopologie
Die Differentialtopologie ist ein Teilgebiet der Mathematik, das globale geometrische Invarianten untersucht, die nicht durch eine Metrik oder eine symplektische Form definiert werden. Die untersuchten Invarianten sind meist Invarianten topologischer Räume, die zusätzlich eine differenzierbare Struktur tragen, also von differenzierbaren Mannigfaltigkeiten.
Beispielsweise stellt die De-Rham-Kohomologie eine Verbindung zwischen analytischen Eigenschaften und topologischen Invarianten der Mannigfaltigkeit her. Oft werden Mittel der Analysis und der Theorie der Differentialgleichungen benutzt, um über die Topologie des Raumes Auskunft zu bekommen. Dies geschieht beispielsweise in der Morse-Theorie oder der aus der Physik kommenden Yang-Mills-Theorie. Letztere führt zu sogenannten exotischen R4s, d. h. vierdimensionalen euklidischen Räumen, die zwar homöomorph, aber nicht diffeomorph zum Standard-R4 sind. Solche exotischen Räume kommen erst ab Dimension vier vor. Ein anderes bekanntes Beispiel sind Milnors exotische 7-Sphären. Ihre Entdeckung 1956 stellte einen entscheidenden Wendepunkt in der Differentialtopologie dar.
Wegbereiter der modernen Differentialtopologie sind Bernhard Riemann und Henri Poincaré. Wichtige Vertreter im 20. Jahrhundert sind Hassler Whitney, John Willard Milnor und Simon Donaldson. Jüngere Entwicklungen haben Verbindungen zur Physik aufgezeigt, für die vor allem der String-Theoretiker und Fields-Medaille-Träger Edward Witten steht.